# Могила-Гончариха
Могила-Гончариха — отдельный изолированный холм в Донецкой области Украины.
Высота холма составляет 278 метров. Это одна из самых высоких точек на Приазовской возвышенности.
Могила-Гончариха находится в Волновахском районе Донецкой области и расположена неподалёку от Волновахи.
В ясную погоду с холма полностью виден Великоанадольский лес, также виден Мариупольский металлургический комбинат.